# Hyphantrophaga blandita
Hyphantrophaga blandita är en tvåvingeart som först beskrevs av Daniel William Coquillett 1897.  Hyphantrophaga blandita ingår i släktet Hyphantrophaga och familjen parasitflugor. Inga underarter finns listade i Catalogue of Life.